# Wilkowyje
Wilkowyje (niem. Wilkowy) – dzielnica Tychów położona w północno-zachodniej części miasta.
Dzielnica graniczy z: Mikołowem, Katowicami, Wyrami, a także z dzielnicami Tychów: Czułów, Mąkołowiec, Stare Tychy. 
Dawniej siedziba gminy Wilkowyje (1922–1950) w powiecie pszczyńskim. W 1951 r. włączono ją do miasta Tychy. 
Pierwsze udokumentowane wzmianki o Wilkowyjach pochodzą z 1287 r., kiedy to książę raciborski Mieszko wraz z bratem Przemysławem potwierdzili darowiznę dla kościoła św. Wojciecha w Mikołowie w postaci łanu pola na terenie Wilkowyj. Nazwa Wilkowyje wzięła się od dużej liczby wilków żyjących niegdyś w Puszczy Pszczyńskiej. 
W dokumencie sprzedaży dóbr pszczyńskich wystawionym przez Kazimierza II cieszyńskiego w języku czeskim we Frysztacie w dniu 21 lutego 1517 r. wieś została wymieniona jako Wlkowicze.

## Parafia
W Wilkowyjach znajduje się kościół Matki Bożej Królowej Aniołów poświęcony 13 października 1988 r. Teren parafii wyodrębniono z parafii św. Wojciecha w Mikołowie i św. Marii Magdaleny w Tychach. Poświęcenia kościoła dokonał biskup katowicki Damian Zimoń.
Kościół zaprojektowali: Grzegorz Ratajski i Adam Skrzypczyk, konstruktorem był Eryk Dyla. Wnętrze zaprojektowali Stanisław Kluska i Adam Romaniuk. Budowę kościoła prowadził ks. prob. Jerzy Robok.

## Tranzyt
Przez dzielnicę przebiega droga krajowa nr 44. Dzielnica jest obsługiwana przez komunikację autobusową ZTM, jej trasy łączą ją z Tychami i Mikołowem.